# Herichthys tamasopoensis
Herichthys tamasopoensis és una espècie de peix de la família dels cíclids i de l'ordre dels perciformes.

## Morfologia
- Els mascles poden assolir 18 cm de longitud total.[3][4]

## Hàbitat
Viu en zones de clima subtropical.

## Distribució geogràfica
Es troba a Amèrica: riu Tamasopo (conca del riu Panuco, Mèxic).